# تیم فریس
تیم فریس (انگلیسی: Tim Ferriss؛ زادهٔ ۲۰ ژوئیهٔ ۱۹۷۷) پدیدآور، پادکست، نویسنده و کارآفرین اهل ایالات متحده آمریکا است.